# آری (موزل)
آری (به فرانسوی: Arry) یک کمون در فرانسه است که در canton of Ars-sur-Moselle واقع شده‌است. آری ۶٫۸۸ کیلومتر مربع مساحت دارد ۲۸۵ متر بالاتر از سطح دریا واقع شده‌است.